# Valentin de Majipoor
Valentin de Majipoor (titre original en anglais : Valentine Pontifex) est un roman de Robert Silverberg publié en 1983 (1985 pour la traduction française).
Il fait partie du cycle de Majipoor, une série mêlant fantasy et science-fiction (science fantasy), et constitue le dernier volume d'une trilogie débutée avec Le Château de Lord Valentin (1980) et poursuivie avec Chroniques de Majipoor (1982).

## Résumé
L'action du roman commence immédiatement à la suite des Chroniques de Majipoor, soit huit ans après les événements relatés dans Le Château de Lord Valentin.
Lord Valentin, Coronal de Majipoor, entreprend enfin son "Grand périple" à travers la planète. Il entame cette longue tournée officielle par une visite au Labyrinthe, où il retrouve le jeune Hissune, qu'il croit promis à un brillant avenir. Or, Valentin craint ce sinistre lieu souterrain, dans lequel il sait devoir finir ses jours après avoir succédé à l'actuel Pontife. Il y est bientôt assailli par d'inquiétantes visions qui lui font comprendre que la planète est en danger.
Des catastrophes extraordinaires surviennent en effet, mettant en cause la survie des êtres (Humains, Vroons, Skandars, Hjorts, Ghayrogs, Liis et Su-suheris) qui colonisent Majipoor depuis plusieurs millénaires. Les Métamorphes, ces inquiétants indigènes capables de modifier leur apparence, sont-ils en train de fomenter une revanche ?
Tiraillé entre les conseils bellicistes de son entourage et sa propre aspiration à la paix, Valentin est confronté à des choix difficiles dont dépend la survie de sa planète.

## Structure
Contrairement au Château de Lord Valentin, centré exclusivement sur le personnage de Valentin, les chapitres de Valentin de Majipoor se basent sur le point de vue de différents protagonistes, principaux (Valentin, Hissune) ou secondaires (une cultivatrice ghayrog, un métamorphe, le conservateur d'un parc animalier, etc.). Cela le rapproche quelque peu du second volet de la trilogie, un recueil de nouvelles intitulé Chroniques de Majipoor.
Autre différence notable : alors que le premier roman était très linéaire, celui-ci a souvent recours à l'ellipse narrative, accordant moins d'importance à certains événements survenus entre deux chapitres qu'aux sentiments et aux réflexions des personnages.